# Сторожук Андрій Юрійович
Андрі́й Ю́рійович Сторожу́к (1992—2019) — старший солдат Збройних сил України, учасник російсько-української війни.

## Життєпис
Народився 1992 року в місті Харків. Протягом 1995-1999 роках жив у бабусі в Полтаві. 
З 9 березня 2015-го до 20 квітня 2016 року проходив службу за мобілізацією в 26-й бригаді, брав участь в АТО. 26 січня 2018-го підписав контракт на 6 місяців. Водій протитанкового артдивізіону мехбатальйону 26-ї бригади; старший солдат, старший механік-водій. У липні 2019 року був відряджений до зони ООС. 
24 вересня 2019-го загинув від вогнепального поранення внаслідок пострілу ворожого снайпера поблизу міста Мар'їнка (помер під час евакуації в кареті «швидкої допомоги»). 
26 вересня 2019 року відбулося прощання у Хмільнику. Похований 27 вересня в селі Педоси.
Без Андрія лишилися дружина та син 2017 р.н.

## Нагороди та вшанування
- Указом Президента України № 19/2020 від 21 січня 2020 року за «особисту мужність і самовіддані дії, виявлені у захисті державного суверенітету та територіальної цілісності України» нагороджений орденом За мужність III ступеня (посмертно)[3]